# Сергеєв Святослав Тимофійович
Сергеєв Святослав Тимофійович (* 1924) — інженер-механік родом з Донбасу.
У 1948 році закінчив Харківський автодорожний інститут, з 1965 року професор Одеського політехнічного інституту. Понад 70 друкованих праць з ділянки технології сталевих канатів та підйомних машин.